# نقاليفة
قرية نقاليفه هي إحدى القرى التابعة لمركز سنورس في محافظة الفيوم في جمهورية مصر العربية. حسب إحصاءات سنة 2006، بلغ إجمالي السكان في نقاليفه 19196 نسمة، منهم 9934 رجل و9262 امرأة.